# Де Квинси, Томас
То́мас де Кви́нси, или Де Куи́нси (Thomas de Quincey; 15 августа 1785 года, Манчестер, Англия — 8 декабря 1859 года, Эдинбург, Шотландия) — английский писатель, эссеист, автор знаменитой «Исповеди англичанина, употребляющего опиум» (англ. Confession of an English Opium-Eater; 1822).

## Биография и творчество
Томас Квинси родился 15 августа 1785 года в семье богатого манчестерского коммерсанта. В 1796 году, через три года после смерти отца Томаса, семья изменила фамилию Квинси на де Квинси и перебралась в Бат, где мать Томаса определила его на учёбу в King Edward’s School.
К 1800 году Де Квинси окончил школу и готовился поступать в Оксфордский университет, но вместо этого сбежал из дома. В 1802 году он оказался в Лондоне, без денег, практически голодал, но всё равно не собирался возвращаться домой. Он находился в депрессивном состоянии. Томас увлёкся поэзией, в частности лирикой Уильяма Вордсворта.
В 1803 году Томас Де Квинси поступил в Оксфордский университет и много работал. В этот же период он пристрастился к опиуму, постепенно увеличивая дозы и доводя их до 8000 капель в день.
В 1816 году Де Квинси женился. Его жена Маргарет родила ему восьмерых детей, пятеро из которых умерли в раннем возрасте, а три дочери пережили его. В 1837 году жена Де Квинси умерла.
В 1821 году Де Квинси издал отдельной книжкой свою «Исповедь», поразившую публику красотой слога и необычайной силой в описании грёз и галлюцинаций, порождаемых употреблением опиума. Впоследствии Де Квинси искал в опиуме облегчения от страданий. По словам самого Де Квинси, у него не было достаточной твёрдости, чтобы созерцать своё или чужое несчастье. Этим он объяснял необходимость прибегать к опиуму, чтобы забыться. Употребление опиума было причиной того, что все задуманные Де Квинси большие труды остались незавершёнными. Он не мог работать систематически.
Сфера его созерцаний была весьма обширна: ни один из существенных экономических, философских исторических и литературных вопросов, интересовавших его время, не был оставлен им без внимания. Его экономические трактаты высоко ценились экономистами. Мак-Куллох считает их образцовыми по краткости, ясности и силе.
Вопреки предсказаниям медиков, предвещавших Де Квинси преждевременную кончину, он умер на семьдесят пятом году жизни.

## Признание
К творчеству Де Квинси обращались символисты (Ш. Бодлер, М. Швоб), сюрреалисты. Бретон включил его эссе «Об убийстве как разновидности изящных искусств» в свою «Антологию чёрного юмора» (1940). К фигуре и наследию Де Квинси с интересом относился Борхес: он постоянно обращался к «Исповеди» и эссе Де Куинси, в конце жизни составил из его эссеистики томик, который включил в свою «Личную библиотеку». Вдохновлённый текстами Квинси, американский журналист Фитц Хью Ладлоу написал свой автобиографический роман «Гашишеед».

## Произведения

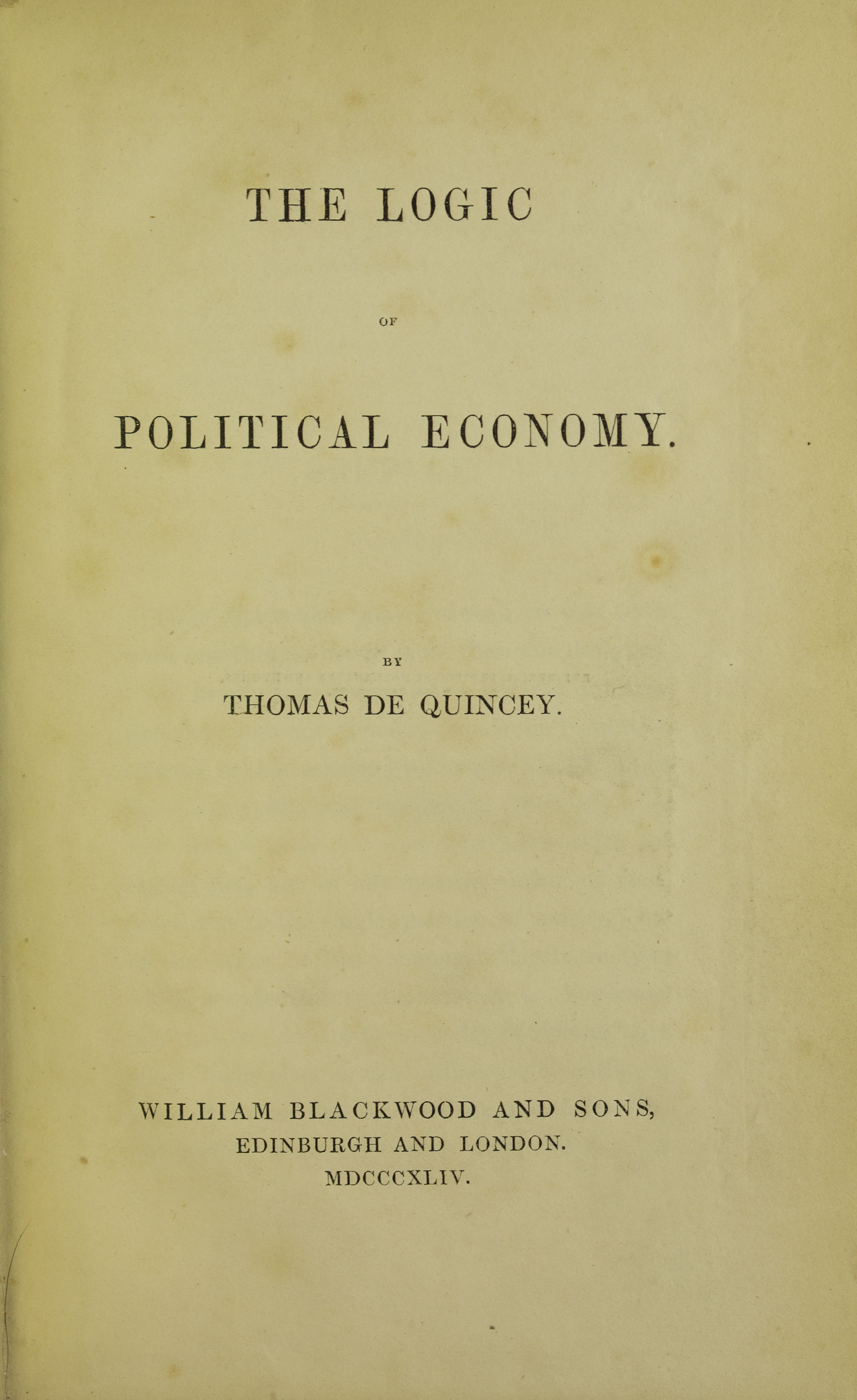
Logic of political economy, 1844

### Экономические
- «Диалоги о Рикардо»
- «Логика политической экономии»

### Исторические
- «История Жанны Д’Арк»
- «Греция под римским владычеством»
- «Сравнение Карла Великого с Наполеоном»
- «Иуда Искариот»
- «Розенкрейцеры и франкмасоны»
- «Чудеса как предмет свидетельства»

### Литературные
- биографии Шекспира и Поупа (для энциклопедии «Британника»)
- «Теория греческих трагедий»
- «Гомер и Гомериды»
- «Характеристика Геродота»

## Публикации на русском языке
- Исповедь англичанина, употребляющего опиум. — М.: Ad Marginem, 1994.
- Исповедь англичанина, любителя опиума. — М.: Ладомир; Наука, 2000 (кроме заглавного сочинения, в книгу вошло его продолжение «Suspiria de profundis», а также эссе «Убийство как одно из изящных искусств» и «О стуке в ворота у Шекспира»).
- Исповедь англичанина, употреблявшего опиум. / Перевод С. Л. Сухарева. — М.: Терра, 2001.